# بوسكو فارمز (نيومكسيكو)
بوسكو فارمز (بالإنجليزية: Bosque Farms, New Mexico)‏ هي بلدة تقع في الولايات المتحدة في مقاطعة فالينسيا، نيومكسيكو. يقدر عدد سكانها بـ 4,092 نسمة ومساحتها 10.2 كم2 وترتفع عن سطح البحر 1,483 متر.

## التركيبة السكانية
حدّد مكتب تعداد الولايات المتحدة بيانات التركيبة السكانية لبوسكو فارمز في تعداد الولايات المتحدة. في ما يلي، التركيبة السكانية حسب تعدادي 2000 و2010.

### تعداد عام 2000
بلغ عدد سكان بوسكو فارمز 3,931 نسمة بحسب تعداد عام 2000، وبلغ عدد الأسر 1,422 أسرة وعدد العائلات 1,126 عائلة مقيمة في القرية. في حين سجلت الكثافة السكانية 385.8 نسمة لكل كيلومتر مربع (999.2/ميل2). وبلغ عدد الوحدات السكنية 1,476 وحدة بمتوسط كثافة قدره 144.8 لكل كيلومتر مربع (375.0/ميل2).
وتوزع التركيب العرقي للقرية بنسبة 82.68% من البيض و0.61% من الأمريكيين الأفارقة و1.88% من الأمريكيين الأصليين و0.20% من الأمريكيين ذوي الأصول الآسيوية و11.19% من الأعراق الأخرى و3.43% من عرقين مختلطين أو أكثر و29.53% من الهسبانيون أو اللاتينيون من أي عرق.
بلغ عدد الأسر 1,422 أسرة كانت نسبة 38% منها لديها أطفال تحت سن الثامنة عشر تعيش معهم، وبلغت نسبة الأزواج القاطنين مع بعضهم البعض 67.5% من أصل المجموع الكلي للأسر، ونسبة 8% من الأسر كان لديها معيلات من الإناث دون وجود شريك، بينما كانت نسبة 3.7% من الأسر لديها معيلون من الذكور دون وجود شريكة وكانت نسبة 20.8% من غير العائلات. تألفت نسبة 16.5% من أصل جميع الأسر من عدة أفراد يعيشون في نفس المنزل ونسبة 6.1% كانت تتألف من شخص يعيش بمفرده يبلغ من العمر 65 عاماً أو أكثر. وبلغ متوسط حجم الأسرة المعيشية 2.76، أما متوسط حجم العائلات فبلغ 3.10.
بلغ العمر الوسطي للسكان 40.7 عاماً. وكانت نسبة 26% من القاطنين تحت سن الثامنة عشر، وكانت نسبة 6.2% بين الثامنة عشر والرابعة والعشرين عاماً، ونسبة 25.4% كانت واقعةً في الفئة العمرية ما بين الخامسة والعشرين والرابعة والأربعين عاماً، ونسبة 29.4% كانت ما بين الخامسة والأربعين والرابعة والستين، ونسبة 12.9% كانت ضمن فئة الخامسة والستين عاماً فما فوق. يوجد لكل 100 أنثى 98.2 ذكر، ويوجد لكل 100 أنثى في الثامنة عشر من عمرها فما فوق 95.6 ذكر.
بلغ متوسط دخل الأسرة في القرية 44,055 دولارًا، أما متوسط دخل العائلة فبلغ 49,688 دولارًا. وكان متوسط دخل الذكور 40,963 دولارًا مقابل 25,726 دولارًا للإناث. وسجل دخل الفرد الخاص بالقرية 20,317 دولارًا. وكانت نسبة 4.8% من العائلات ونسبة 7.7% من السكان تحت خط الفقر، وكان من هؤلاء نسبة 10.8% تحت سن الثامنة عشر ونسبة 2.1% في الخامسة والستين من العمر وما فوق.

### تعداد عام 2010
بلغ عدد سكان بوسكو فارمز 3,904 نسمة بحسب تعداد عام 2010، وبلغ عدد الأسر 1,543 أسرة وعدد العائلات 1,152 عائلة مقيمة في القرية. في حين سجلت الكثافة السكانية 383.1 نسمة لكل كيلومتر مربع (992.2/ميل2). وبلغ عدد الوحدات السكنية 1,611 وحدة بمتوسط كثافة قدره 158.1 لكل كيلومتر مربع (409.5/ميل2).
وتوزع التركيب العرقي للقرية بنسبة 83.86% من البيض و0.44% من الأمريكيين الأفارقة و2.82% من الأمريكيين الأصليين و0.61% من الأمريكيين ذوي الأصول الآسيوية و9.20% من الأعراق الأخرى و3.07% من عرقين مختلطين أو أكثر و37.47% من الهسبانيون أو اللاتينيون من أي عرق.
بلغ عدد الأسر 1,543 أسرة كانت نسبة 28.5% منها لديها أطفال تحت سن الثامنة عشر تعيش معهم، وبلغت نسبة الأزواج القاطنين مع بعضهم البعض 61.2% من أصل المجموع الكلي للأسر، ونسبة 8.7% من الأسر كان لديها معيلات من الإناث دون وجود شريك، بينما كانت نسبة 4.7% من الأسر لديها معيلون من الذكور دون وجود شريكة وكانت نسبة 25.3% من غير العائلات. تألفت نسبة 21.1% من أصل جميع الأسر من عدة أفراد يعيشون في نفس المنزل ونسبة 8.8% كانت تتألف من شخص يعيش بمفرده يبلغ من العمر 65 عاماً أو أكثر. وبلغ متوسط حجم الأسرة المعيشية 2.53، أما متوسط حجم العائلات فبلغ 2.92.
بلغ العمر الوسطي للسكان 47.7 عاماً. وكانت نسبة 20.7% من القاطنين تحت سن الثامنة عشر، وكانت نسبة 6.2% بين الثامنة عشر والرابعة والعشرين عاماً، ونسبة 19% كانت واقعةً في الفئة العمرية ما بين الخامسة والعشرين والرابعة والأربعين عاماً، ونسبة 36.4% كانت ما بين الخامسة والأربعين والرابعة والستين، ونسبة 17.6% كانت ضمن فئة الخامسة والستين عاماً فما فوق. وتوزع التركيب الجنسي للسكان بنسبة 49% ذكور و51% إناث.